# 泣くことはないよ
「泣くことはないよ」（原題： You Don't Have to Cry）は、クロスビー、スティルス&ナッシュが1969年に発表した楽曲。スティーヴン・スティルス作詞作曲。

## 概要
1968年7月、ロサンゼルス郊外のローレル・キャニオンにあるジョニ・ミッチェルの家でパーティーが開かれた。スティーヴン・スティルスとデヴィッド・クロスビーはミッチェルの家で2パートのハーモニーの曲に取り組んでいた。二人はグラハム・ナッシュにその曲を聞かせる。ナッシュはもう一度歌ってくれないかと頼み、スティルスとクロスビーは再び歌った。そして3回目、ナッシュは即興で一番上のハーモニーを付ける。歌い終わったとき3人は自分たちの歌が何にもましてユニークで、特別な響きがあることを確信する。この曲が "クロスビー、スティルス&ナッシュ" 結成のきっかけとなった「泣くことはないよ（You Don't Have to Cry）」であった。
同年8月、ホリーズはシングル用の曲として「Listen to Me」を録音。これがホリーズにおけるナッシュの最後のレコーディング・セッションとなった。同年12月、クロスビー、スティルス、ナッシュの3人はニューヨークのレコード・プラント・スタジオで「泣くことはないよ」を録音。このバージョンはオリジナル・アルバムには入らず、1991年に発売されたボックスセット『CSN』に収録された。
1969年5月29日、ファースト・アルバム『クロスビー、スティルス&ナッシュ』が発売。A面4曲目に収録された。
2009年に発売されたコンピレーション・アルバム『Demos』に、スティルスひとりでレコーディングしたデモ・バージョンが収録されている。
テレビ番組『トム・ジョーンズ・ショウ』（1970年放映）に出演したときの映像が、1990年に発売されたビデオ『Long Time Comin'』に収録されている。

## 演奏者
- スティーヴン・スティルス - ボーカル、ギター、ベース、パーカッション
- デヴィッド・クロスビー - ボーカル
- グラハム・ナッシュ - ボーカル